# Dragomer
Dragomer je urbanizirano primestno naselje v Občini Log - Dragomer.
Dragomer je srednje veliko naselje. Nekoč razložena vas je danes urbanizirano primestno naselje. Na severni strani ga obdaja z mešanim gozdom poraslo južno pobočje Debelega hriba, ki je del Polhograjskega hribovja. Na jugu pa se razprostira Ljubljansko barje. Leži jugozahodno od Ljubljane in tako sodi v Osrednjeslovensko statistično regijo in predalpsko makroregijo.
Je del občine Log – Dragomer, ki so jo ustanovili leta 2007. Je ena najmanjših občin v Sloveniji. V občini prevladuje bivanjska funkcija.
Na razvoj kraja je najpomembneje vplivala bližina Ljubljane, s katero je bil kraj do leta 1966 povezan tudi z železnico. Kraj leži ob regionalni cesti Ljubljana–Vrhnika in v bližini avtoceste Ljubljana-Koper. Avtobusne povezave so kljub bližini prestolnice manj funkcionalne, saj kraj z mestom ni povezan z javnim mestnim potniškim prometom.
Število prebivalcev se je v drugi polovici 20. in v začetku 21. stoletja povečalo. Leta 2023 je v Dragomerju živelo 1.489 oseb.
Naraščanje števila prebivalcev se opazi tudi v popisih:
Leto: št. prebivalcev
1900: 193
1961: 357
1991: 1.370
2023: 1.489
Kljub povečevanju števila prebivalcev, kraj ne zagotavlja nekaterih storitev in infrastrukture. V kraju ni pošte, banke, trgovine z živili, redne lokalne tržnice. V kraju pa je nesorazmerno veliko športno rekreacijskih površin, najnovejša krajevna pridobitev je pumptrac, zgrajen leta 2023. Kraj se srečuje s problemom neurejenih javnih površin, ki vključujejo neurejeno krajevno središče, pomanjkljive pločnike in neobstoječo kolesarsko infrastrukturo. V kraju delujeta vrtec in osnovna šola, za odvoz odpadkov pa skrbi Komunalno podjetje Vrhnika.
V kraju je bogato društveno življenje. Nekdaj je kraj slovel po Mešanem pevskem zboru Dragomer, ki je pod vodstvom Jožefa Jesenovca doživel zlate čase v sedemdesetih in osemdesetih letih 20. stoletja. Trenutno v kraju deluje več športnih društev (npr. nogometno), močno pa je tudi društvo upokojencev in kulturno društvo Kosec, ki je specializirano za izdelavo adventnih venčkov, barvanje pirhov in ličkanje koruze. Aktivno deluje tudi gasilsko društvo.
Ena najstarejših zgradba v Dragomerju je cerkev sv. Lovrenca, ki je bila prvotno posvečena sv. Nikolaju. Krasijo jo freske iz 14./15. in 16. stol.